# Centro Cultural Luiz Severiano Ribeiro

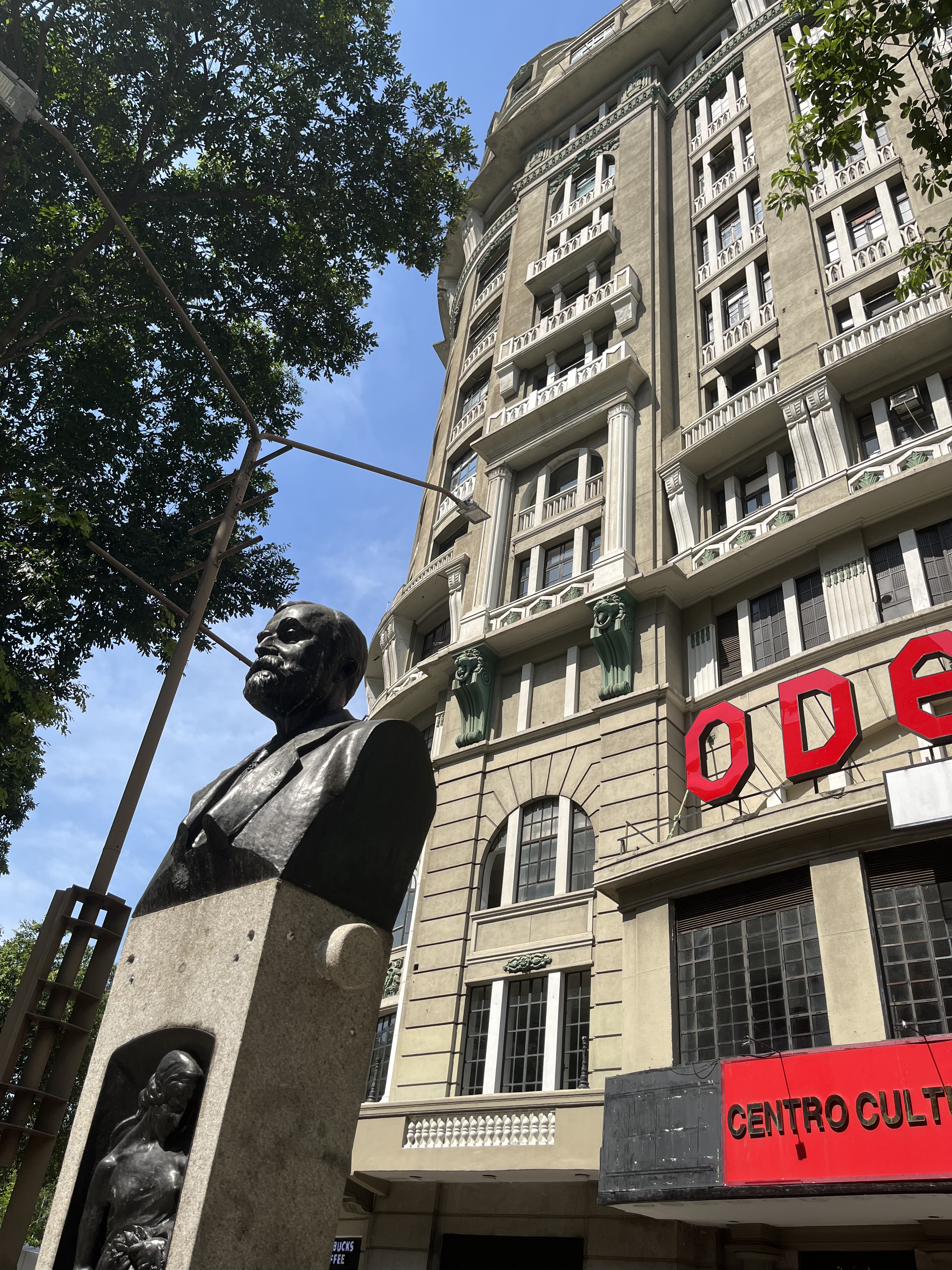
Busto do engenheiro Paulo de Frontin em frente ao Cine Odeon, no Rio de Janeiro.

O Cinema Odeon, também conhecido como Centro Cultural Luiz Severiano Ribeiro e Odeon Petrobras, é uma sala de cinema localizada na Praça Floriano, na Cinelândia, no Centro do Rio de Janeiro, no Brasil. 

## História
O cine Odeon já existia desde o início do século XX (de 1909 a 1913 e de 1917 a 1918, Ernesto Nazareth tocava na sala de espera do cinema). O prédio atual do cinema, porém, só foi inaugurado em 1926, no auge dos cinemas da Cinelândia, em um local onde existiu o antigo Convento da Ajuda. No final do século XX, passou por restauração e reformas patrocinados pela Petrobrás (através da distribuidora BR). O cinema é de propriedade do Grupo Severiano Ribeiro e foi administrado pelo Grupo Estação, que, em junho de 2014, anunciou que o espaço seria fechado por tempo indeterminado, muito em função das dívidas (30 milhões de reais) e da falta de manutenção no edifício e em sua estrutura, que conta com uma sala de 600 lugares, além de um restaurante. Reaberto em 2015 como Centro Cultural Luiz Severiano Ribeiro - Cine Odeon, não está mais limitado apenas à exibição de filmes, mas aberto também para espetáculos, cursos, palestras etc. É o cinema do Festival do Rio, Festival Internacional de Curtas do Rio de Janeiro e Anima Mundi.

## Etimologia
"Odeon" designa um auditório que exibe espetáculos diversos. Na Grécia Antiga, o termo se referia a um espaço coberto onde se apresentavam poetas e músicos. Nos tempos modernos, designou um sem-número de teatros e salas de cinema em todo o mundo. As primeiras salas de cinema abertas nos Estados Unidos e no Canadá, entre 1905 e 1915, eram chamadas de Nickelodeons ("Odeons" de um níquel, moeda americana de $5 cents). Há ainda a cadeia Cinemas Odeon, sediada no Reino Unido e que opera também na Itália e na Irlanda.

## Influência na cultura
O título da canção Odeon (1909), de Ernesto Nazareth, é uma referência ao cinemaː Ernesto costumava se apresentar na sala de espera do cinema.

## Atrações
- Maratona
- Sessão Cineclube
- Cachaça Cinema Clube
- Miscelânea Odeon